# Игра престолов (телесериал)
«Игра́ престо́лов» (англ. Game of Thrones) — американский фэнтезийный драматический телесериал, созданный Дэвидом Бениоффом и Д. Б. Уайссом для кабельного телеканала HBO. Основан на цикле романов «Песнь льда и огня» Джорджа Р. Р. Мартина.
Съёмки велись в нескольких странах, включая Великобританию (Северная Ирландия), Мальту, Хорватию, Исландию и Марокко. Премьера первого сезона в США состоялась 17 апреля 2011 года, последняя серия финального сезона демонстрировалась 19 мая 2019 года.
Действие «Игры престолов» происходит в вымышленном мире, напоминающем средневековую Европу. В сериале одновременно действует множество персонажей и развивается несколько сюжетных линий. Основных сюжетных арок три: первая посвящена борьбе нескольких влиятельных домов за Железный Трон Семи Королевств либо за независимость от него; вторая — потомку свергнутой династии правителей, принцессе-изгнаннице, планирующей вернуть престол; третья — древнему братству, охраняющему государство от угроз с севера.
В сериале поднимаются вопросы насилия и гражданской войны, положения женщин и гомосексуалов в обществе, роли армии, церкви и семьи в системе социальных отношений. Для сериала характерно отсутствие однозначно положительных персонажей, многие герои совершают спорные поступки и могут погибнуть на экране неожиданно для зрителя. В сериале присутствуют фантастические существа — драконы и нежить. Специально для сериала были профессионально разработаны искусственные языки: дотракийский, высокий валирийский и несколько его диалектов.
Телесериал получил высокие отзывы зрительской аудитории, став одним из самых крупнобюджетных проектов на современном американском телевидении и самым дорогостоящим в жанре фэнтези, несмотря на то, что многие критики посчитали избыточным количество натуралистических сцен убийств, эротических сцен и намёков сексуального характера. Вокруг «Игры престолов» возникло обширное фан-сообщество. Сериал удостоен многих престижных наград, в том числе 38 прайм-таймовых премий «Эмми» в различных номинациях, трижды премии «Хьюго» за лучшую постановку, премии Пибоди. Питер Динклэйдж, исполнивший роль Тириона Ланнистера, четырежды удостоен премии «Эмми» за лучшую мужскую роль второго плана и премии «Золотой глобус» за лучшую мужскую роль второго плана. Многие издания, в том числе Buzzfeed, Screen Rant и «Мир фантастики», объявили «Игру престолов» главным сериалом 2010-х. Сериал стал важной частью медиафраншизы, основанной на произведениях Мартина. Независимый приквел, «Дом Дракона», вышел в августе 2022 года.

## Соответствие первоисточнику
Сюжет основан на цикле романов Джорджа Мартина «Песнь льда и огня». Каждой книге гепталогии — из планируемых семи книг на начало 2019 года опубликовано пять — соответствует один сезон, однако третий роман — «Буря мечей» — разбит на 2 сезона, третий и четвёртый. Четвёртый и пятый романы — «Пир стервятников» и «Танец с драконами» — являются основой пятого сезона. Шестой роман — «Ветра зимы» — разбит на 2 сезона, шестой и седьмой. Финальный седьмой роман — «Грёзы о весне» — также разбит на 2 сезона, седьмой и восьмой. Роман «Ветра зимы» не завершён. Роман «Грёзы о весне» выйдет через несколько лет после выхода романа «Ветра зимы».
Первый сезон является точной адаптацией первого романа серии. Начиная со второго сезона появляются отличия от книг, а с пятого сезона сюжетные линии сериала существенно расходятся с книжными. По словам Дэвида Бениоффа, «основная задача — адаптировать книжную серию в целом, держаться карты, заданной Джорджем, отражать основные вехи, но не обязательно каждую остановку в пути. Это адаптация, ей придётся адаптироваться, чтобы выжить. Всегда найдутся те, кому хочется, чтобы всё осталось в точности, как в книгах. Для нас это изначально не вариант».

## Сюжет
Действие разворачивается на фоне политических интриг, которые привели к гражданской войне за власть над политическим образованием Семь Королевств на континенте Вестерос.

### Сезон 1
Роберт Баратеон, король Вестероса, просит своего старого друга, хранителя Севера Эддарда «Неда» Старка, который получил незадолго до этого вести касательно смерти лорда Орлиного Гнезда
Джона Аррена, стать его новым десницей — главным советником. Неду Старку противостоят жена Роберта, королева Серсея, состоящая в инцестной связи с братом-близнецом, членом Королевской Гвардии Джейме, и её отец, хранитель Запада Тайвин Ланнистер. В ходе первого сезона конфликт между Старками и Ланнистерами разрастается, и после смерти Роберта на охоте и восшествия на престол старшего сына Серсеи, принца Джоффри, лорда Эддарда арестовывают и казнят, а в государстве вспыхивает междоусобная Война Пяти Королей.
Джон Сноу, считающийся незаконнорождённым сыном Эддарда Старка, поступает на службу в братство Ночного Дозора, охраняющее титаническую ледяную Стену на дальнем севере Семи Королевств. Дозору и всему Вестеросу угрожает таинственная опасность — мифические Белые Ходоки, обитающие в землях за Стеной и командующие армией мертвецов.
Тем временем в Пентосе на континенте Эссос, расположенном к востоку от Вестероса, принцесса Дейнерис Таргариен — потомок дома, правившего в Семи Королевствах и уничтоженного Робертом Баратеоном, — по принуждению брата выходит замуж за кхала Дрого, вождя кочевников-дотракийцев. После смерти Дрого Дейнерис становится матерью трёх маленьких драконов, единственных в мире.

### Сезон 2
Хотя Железный трон в качестве правителя Семи Королевств занимает Джоффри Баратеон, младшие братья покойного Роберта — Ренли (лорд Штормового Предела) и Станнис Баратеоны — независимо друг от друга объявляют себя королями и вступают в войну друг с другом и другими претендентами. Робб Старк, старший сын Эддарда, провозглашённый Королём Севера, продолжает войну с Тайвином Ланнистером, а сын Тайвина, карлик Тирион, на короткое время оказывается де-факто во главе государства в качестве десницы. Правитель Драконьего Камня Станнис, убив Ренли с помощью чёрной магии и завладев его армией, пытается захватить столицу Семи Королевств, но благодаря хитрости Тириона и союзу Ланнистеров с могущественным домом Тиреллов терпит поражение в битве при реке Черноводной.
Далеко на Севере маленькое войско Ночного Дозора во главе с его руководителем Джиором Мормонтом выступает в заснеженные земли за Стеной, сталкиваясь с враждебными дикарями — одичалыми, которые называют себя вольным народом и с давних времён воюют с чёрными братьями и лордами Севера.
На востоке Дейнерис Таргариен, преодолев Красную Пустыню, прибывает в богатый торговый город Кварт и погружается в паутину интриг; квартийцы завладевают её драконами, но Дейнерис удаётся вернуть их.

### Сезон 3
Король Джоффри готовится к свадьбе с Маргери Тирелл, а Тириона принудительно женят на Сансе Старк, старшей дочери лорда Эддарда. Станнис Баратеон после поражения удаляется на Драконий Камень, но вновь обретает уверенность благодаря жрице Мелисандре и бывалому контрабандисту Давосу Сиворту. Робб Старк нарушает обещание жениться на одной из дочерей Уолдера Фрея, за что его вместе с матерью и женой предательски убивают в замке Близнецы в Речных Землях.
В землях на севере Джон Сноу вынужденно присоединяется к одичалым во главе с их лидером Мансом Налётчиком и вместе с ними отправляется на вылазку в северные земли. В какой-то момент ему удаётся бежать и добраться до одной из крепостей Дозора.
На востоке Дейнерис Таргариен прибывает в города Залива Работорговцев и оказывается во главе армии освобождённых рабов и наёмных рабов-воинов Безупречных.

### Сезон 4
Санса выбирается из Королевской Гавани благодаря бывшему члену Малого Совета Петиру Бейлишу. На Тириона возлагают вину за отравление короля Джоффри. Джейме помогает Тириону бежать.
Дейнерис подчиняет себе главный из городов Залива Работорговцев — Миэрин, но затем события начинают складываться совсем не так, как она предполагала. Теон Грейджой, сломленный пытками бастарда лорда Русе Болтона Рамси Сноу, окончательно превращается в слугу своего мучителя — Вонючку, а Бран встречает самых удивительных созданий из всех, что когда-либо существовали в Вестеросе.

### Сезон 5
Сезон сконцентрирован на королевстве Дорн и дочерях принца Оберина Мартелла, прозванных Песчаными Змейками. Дейнерис сталкивается с угрозой внутри Миэрина. Джон Сноу лицом к лицу встречается с ужасами Застенья. Арья выбирает стезю служения Многоликому Богу Смерти. Власть в Королевской Гавани фактически переходит к религиозным фанатикам «воробьям», а союз Ланнистеров и Тиреллов даёт трещину.

### Сезон 6
На Железные острова из изгнания возвращается младший брат Бейлона Грейджоя — пират Эурон по прозвищу Вороний Глаз, который намерен завоевать Вестерос. Дейнерис Таргариен возвращается в столицу дотракийцев. Санса находит на Севере поддержку против Болтонов. Серсея и Джейме объединяются против «воробьёв». Бран Старк учится видениям у Трёхглазого Ворона. Вестеросу грозит нашествие Иных, а Джона Сноу возвращают из мира мёртвых, чтобы спасти человечество.

### Сезон 7
Серсея пытается править Вестеросом, несмотря на то, что союзников у неё не осталось. В Речных Землях начинается борьба за Риверран после смерти лорда Близнецов Уолдера Фрея, а также продолжаются сюжетные линии Бриенны Тарт, Сандора Клигана и Братства Без Знамён. Теон и Яра Грейджой вместе с Дейнерис Таргариен собираются уничтожить Эурона Грейджоя. Оленна Тирелл, заключив союз с Элларией Сэнд, Варисом и Дейнерис Таргариен, намерена отомстить Серсее Ланнистер, уничтожившей её семью. Король Севера Джон Сноу готовится к сражению с Иными. Сэмвелл Тарли в Цитадели Староместа проходит обучение, чтобы стать мейстером. После победы Дейнерис над Сынами Гарпии в Заливе Работорговцев Даарио Нахарис управляет Миэрином, Тирион Ланнистер отправляется в Вестерос вместе с Дейнерис, Варисом, Теоном и Ярой Грейджоями, а сир Джорах Мормонт пытается излечиться от серой хвори с помощью Сэмвелла.

### Сезон 8
Дейнерис Таргариен прибывает со своей армией и драконами в Винтерфелл для решающего сражения с Белыми Ходоками, в то время как Серсея Ланнистер с помощью Железного Флота Эурона Грейджоя получает помощь от наёмников, чтобы уничтожить своих врагов. На Севере происходит битва, между живыми и мёртвыми, в которой живые побеждают после того, как Арья Старк убивает Короля Ночи. Также всплывает правда о происхождении Джона, которую впоследствии распространяет Санса Старк. Армия Дейнерис надвигается на Королевскую Гавань, чтобы уничтожить Серсею Ланнистер. После того, как Серсея и Джейме Ланнистеры погибают под руинами замка, Джон Сноу убивает Дейнерис Таргариен, опасаясь за жизнь семьи, которая в лице Сансы рассказала правду о том, что Джон, а не Дейнерис, законный наследник трона. Брана Старка избирают королём Шести Королевств. Санса Старк возглавляет Север и объявляет о его независимости. Джон Сноу отправляется за Стену вместе с одичалыми.

## Персонажи и актёрский состав

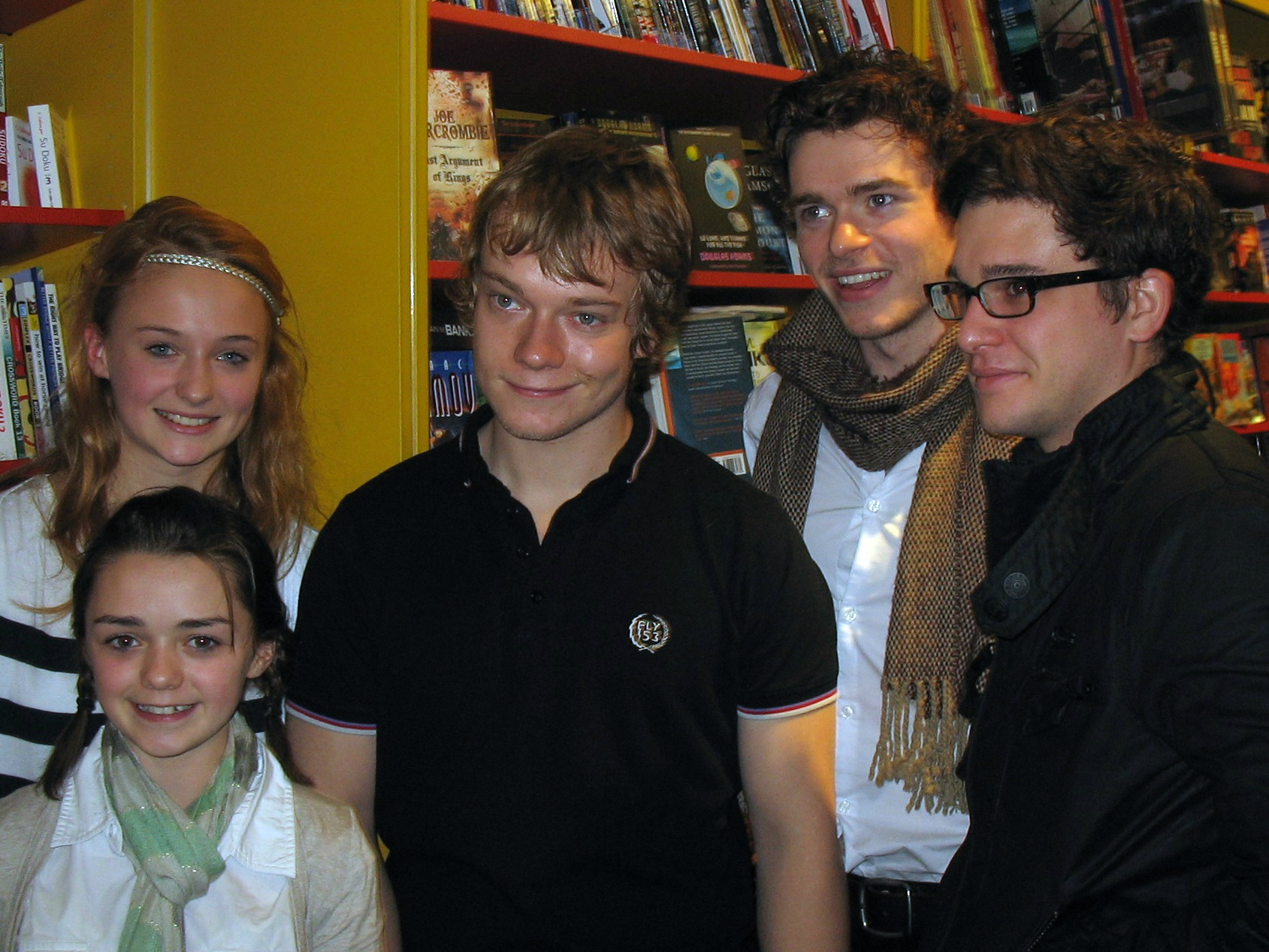
Актёры, сыгравшие роли детей и воспитанников Эддарда Старка, в ноябре 2009 года, в период съёмок пилотного эпизода

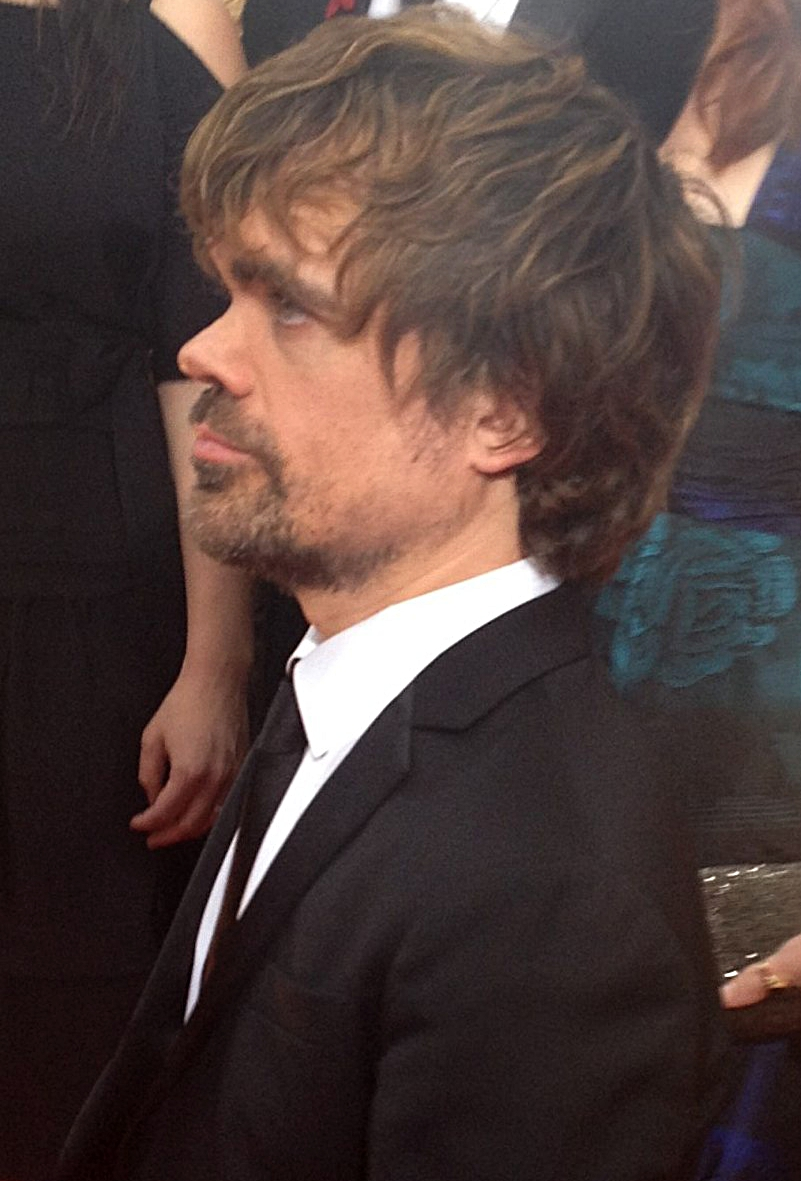
Питер Динклидж играет роль Тириона Ланнистера, одного из ключевых персонажей

Подобно первоисточнику, «Игра престолов» отличается большим количеством действующих лиц. По словам Дэвида Бениоффа, у сериала самый многочисленный актёрский состав на современном телевидении. По данным, опубликованным HBO в ноябре 2012 года, только для съёмок третьего сезона было набрано в общей сложности 257 актёров, в основном на малозначительные роли, не требующие большого экранного времени.
Ключевую роль в сериале играет семейство Старков. Благородный лорд Винтерфелла Эддард Старк (Шон Бин) является Хранителем Севера, одного из Семи Королевств. У Эддарда и его супруги Кейтилин Талли (Мишель Фэрли) пятеро детей: старший сын и наследник Робб (Ричард Мэдден), открывший в себе сверхъестественные способности Бран (Айзек Хемпстед-Райт), наивная Санса (Софи Тёрнер), непослушная Арья (Мейси Уильямс) и маленький Рикон (Арт Паркинсон). Вместе с младшими Старками воспитывается заложник — Теон Грейджой (Альфи Аллен), сын правителя Железных Островов, и бастард Эддарда Старка — Джон Сноу (Кит Харингтон). На войне Робб Старк встречает иностранку — целительницу Талису Мейгир (Уна Чаплин) — и женится на ней. Джон Сноу в начале первого сезона отправляется на службу в Ночной Дозор под начало лорда-командующего Джиора Мормонта (Джеймс Космо), где заводит дружбу с другим новобранцем, толстяком Сэмвелом Тарли (Джон Брэдли-Уэст). В походе в заснеженные земли на севере Джон встречает одичалую Игритт (Роуз Лесли); Сэмвел, в свою очередь, влюбляется в одичалую Лилли (Ханна Мюррей).
Эддард Старк — старый друг короля Семи Королевств Роберта Баратеона (Марк Эдди). Король Роберт женат несчастливым браком на Серсее Ланнистер (Лина Хиди), дочери Тайвина Ланнистера (Чарльз Дэнс), самого богатого лорда Семи Королевств и Хранителя Запада. Серсея состоит в кровосмесительной связи со своим братом-близнецом, рыцарем Королевской Гвардии Джейме Ланнистером (Николай Костер-Вальдау); все её трое детей — от него. В семействе Ланнистеров есть ещё один сын — карлик Тирион (Питер Динклидж), который заводит себе любовницу Шаю (Сибель Кекилли) и берёт на службу грубого наёмника Бронна (Джером Флинн). Наследник короля Роберта — сын Серсеи, эгоистичный и жестокий принц Джоффри Баратеон (Джек Глисон), которого повсюду сопровождает телохранитель Сандор Клиган по прозвищу Пёс (Рори Макканн). В государственных делах королю Роберту помогают казначей Петир Бейлиш (Эйдан Гиллен) и начальник королевских шпионов евнух Варис (Конлет Хилл). У короля Роберта есть множество незаконнорождённых детей, в их числе не знающий о своём происхождении молодой кузнец Джендри (Джозеф Демпси).
На востоке в изгнании находятся принцесса Дейнерис Таргариен (Эмилия Кларк) и её брат принц Визерис (Гарри Ллойд), дети короля Эйериса II Безумного, которого когда-то свергли Роберт Баратеон и Эддард Старк. Брат выдаёт Дейнерис замуж за кхала Дрого (Джейсон Момоа) — вождя диких кочевников-дотракийцев; к ней на службу поступает рыцарь-изгнанник Джорах Мормонт (Иэн Глен), родной сын Джиора Мормонта. В конце первого сезона Дейнерис становится хозяйкой трёх маленьких драконов, вылупившихся из яиц. Позже ряды её соратников пополняют бывшая рабыня-переводчица Миссандея (Натали Эммануэль) и наёмник Даарио Нахарис (Эд Скрейн, с четвёртого сезона — Михиль Хаусман), а заодно и бывший лорд-командующий Королевской Гвардии Барристан Селми (Иэн Макэлхинни).
Одним из претендентов на престол после смерти Роберта является его брат, суровый лорд Драконьего Камня Станнис Баратеон (Стивен Диллейн). На службе у Станниса находятся бывший контрабандист Давос Сиворт (Лиам Каннингем) и красная жрица Мелисандра (Кэрис ван Хаутен), проповедующая веру во Владыку Света. Лорд Штормовых Земель Ренли (Гетин Энтони), младший из братьев Баратеонов, тоже пытается занять Железный трон. Он женится на представительнице дома Тиреллов — Маргери (Натали Дормер) и берёт на службу мечтающую о рыцарском звании воительницу Бриенну Тарт (Гвендолин Кристи). Теон Грейджой оказывается в плену у жестокого бастарда Рамси Сноу (Иван Реон). После войны на Пурпурную свадьбу Джоффри Баратеона и овдовевшей Маргери Тирелл прибывает дорнийский принц Оберин Мартелл (Педро Паскаль) со своей любовницей Эларией Сэнд (Индира Варма). На Севере одичалые идут войной на Стену под командованием Короля-за-Стеной Манса Налётчика (Киаран Хайндс) и его соратников, Тормунда (Кристофер Хивью) и магнара теннов Стира (Юрий Колокольников). В пятом сезоне появляется брат Оберина Мартелла принц Доран (Александр Сиддиг) вместе со своим верным гвардейцем Арео Хотахом (Деобия Опарей) и опасными племянницами — Песчаными Змейками (Кейша Касл-Хьюз, Джессика Хенвик, Розабелла Лауренти Селлерс). Также появляются ставший новым главой Церкви Семерых лидер «воробьёв» Его Воробейшество (Джонатан Прайс) и младший брат правителя Железных Островов Бейлона Грейджоя Эурон Вороний Глаз (Пилу Асбек).

## История создания

### Предыстория
Первое предложение о продаже прав на экранизацию Джордж Мартин получил спустя 1—2 месяца после выхода первого романа серии, «Игры престолов»; предложения продолжали поступать по мере выхода новых книг и роста их популярности. Сыграл свою роль и коммерческий успех экранизаций в жанре фэнтези, прежде всего фильма «Властелин колец» Питера Джексона. Тем не менее писатель долгое время довольно скептически относился к возможной экранизации своих произведений, считая их чересчур длинными для киновоплощения и слишком отличающимися от стандартов телесериала; такому отношению способствовал опыт Мартина как сценариста и продюсера в 1980-е и 1990-е годы.
В январе 2007 года кабельный канал HBO приобрёл права на экранизацию серии. Первый и второй черновые сценарии пилотного эпизода были представлены в августе 2007 г. и в июне 2008 г., соответственно и получили одобрение в HBO. В сентябре 2008 года HBO закрепила за собой права на сериал, но «зелёный свет» проекту был дан только в ноябре. Почти сразу в сети появился синопсис пилотной серии, а следом и полный текст сценария.

### Подготовка к съёмкам
Сценаристами и исполнительными продюсерами проекта, помимо самого Мартина, стали Дэвид Бениофф и Д. Б. Уайсс. Предполагалось, что они будут сценаристами всех эпизодов, кроме одного в каждом сезоне, сценарий которого пишет сам Мартин. Однако в дальнейшем к команде сценаристов присоединились Джейн Эспенсон и Брайен Когмен, написавшие по одному сценарию для первого сезона.
Исполнительные
продюсеры
Дэвид Бениофф
Д. Б. Уайсс
Бернадетт Колфилд
Кэролин Штраусс
Фрэнк Дольгер
Соисполнительные
продюсеры
Джордж Р.Р. Мартин
Гаймон Кассади
Винс Джерардис
Ральф Вичинанца
Режиссёры
Тим Ван Паттен
Брайан Кирк
Дэниель Минахан
Алан Тейлор
Дэвид Бениофф
Д. Б. Уайсс
Дэвид Петрарка
Дэвид Наттер
Нил Маршалл
Алик Сахаров
Мигель Сапочник
Мишель Макларен
Алекс Грейвз
Сценаристы
Джордж Р. Р. Мартин
Дэвид Бениофф
Д. Б. Уайсс
Джейн Эспенсон
Брайан Когман
Ванесса Тейлор
Операторы-постановщики
Марко Понтекорво
Алик Сахаров
Мэтт Дженсен
Подбор актёров
Нина Голд
Художник-постановщик
Гемма Джексон
Художник по костюмам
Мишель Клэптон

### Особенности проекта
Дэвид Бениофф охарактеризовал «Игру престолов» как «Клан Сопрано в Средиземье», подчёркивая общую тёмную атмосферу сериала и хитросплетение сложных интриг, в которых элемент фэнтези — скорее дополнение. Представитель руководства HBO Майкл Ломбардо считает, что сама история привлекательнее, чем магия или экзотическая обстановка.

### Подбор актёров
5 мая 2009 года было анонсировано, что Питер Динклидж подписал контракт на роль Тириона Ланнистера в пилотной серии. Через некоторое время неизвестные отредактировали профиль актрисы Холли Мари Комбс на сайте IMDB, «назначив» её на роль Кейтилин Старк; Бениофф и Уайсс заявили, что это розыгрыш. В начале августа 2009 года было официально объявлено, что роль Кейтилин досталась Дженнифер Эль.
В конце июля 2009 года было обнародовано множество имён актёров, приглашённых для участия в сериале, включая Шона Бина (Эддард Старк), Кита Харингтона (Джон Сноу), Джека Глисона (Джоффри Баратеон), Гарри Ллойда (Визерис Таргариен) и Марка Эдди (Роберт Баратеон). 20 августа было дополнительно объявлено, что в сериале примут участие Николай Костер-Вальдау (Джейме Ланнистер), Эмилия Кларк (Дейнерис Таргариен), Ричард Мэдден (Робб Старк), Иэн Глен (Джорах Мормонт), Альфи Аллен (Теон Грейджой), Мейси Уильямс (Арья Старк), Софи Тёрнер (Санса Старк). 1 сентября появилась информация о том, что Лина Хиди сыграет Серсею Ланнистер. 23 сентября Мартин подтвердил, что Рори Макканн сыграет Сандора Клигана. 11 октября было подтверждено, что Джейсон Момоа сыграет кхала Дрого, а спустя три дня — что Айзек Хемпстед-Райт сыграет Брана Старка. Роль Роберта Баратеона предлагалась Брайану Коксу, который отказался от роли из-за малого гонорара и быстрой смерти героя.

### Съёмки
Съёмки пилотного эпизода заняли почти месяц, с 24 октября по 19 ноября 2009 года. Вскоре после окончания съёмок стало известно, что актрису Дженнифер Эль (Кейтилин Старк) заменит Мишель Фэрли, а Тамзин Мёрчант (Дейнерис Таргариен) — Эмилия Кларк. Потребовалась повторная съёмка некоторых сцен, включая пролог, при этом из-за накладок в графике не все актёры смогли вернуться на пересъёмку, что повлекло замену ещё трёх актёров. Режиссёр Томас Маккарти также не смог вернуться к повторным съёмкам и был заменён, его имя не упоминается в титрах.
2 марта 2010 года в HBO подтвердили, что первый сезон будет снят. 26 июля 2010 года в Северной Ирландии начались съёмки 9 эпизодов, которые завершились в середине декабря (15-го или 16-го по разным источникам). В июне 2012 года в интернете появились кадры из 10 эпизода, на которых одна из отрубленных голов напоминает Джорджа Буша-младшего. HBO отреагировало на скандал извинениями, объявив, что сцену с отрубленными головами отредактируют при выпуске на DVD. Как пояснил Дэвид Бениофф, создатели просто использовали искусственные головы, которые смогли достать.
Дэвид Бениофф и Д. Б. Уайсс с самого начала намеревались экранизировать всю серию «Песнь льда и огня», если HBO даст им такую возможность. По их расчётам, материала книг достаточно для создания сериала из 80 часовых серий, или восьми 10-серийных сезонов. Бениофф и Уайсс подчёркивали, что не намерены откладывать последние сезоны на несколько лет, пока Джордж Р. Р. Мартин не закончит последние книги. На начало 2018 года из планируемых семи романов были опубликованы только пять, причём работа над последним, «Танец с драконами», заняла шесть лет. Писатель сообщил Бениоффу и Уайссу планируемые сюжеты незаконченных книг и предполагаемую концовку, в том числе на случай, если он умрёт раньше, чем успеет закончить серию.
В марте 2015 года Бениофф и Уайсс заявили, что пятый сезон основан на последних опубликованных книгах цикла, поэтому начиная с шестого сезона в сериале будут серьёзные отличия от запланированных книг, однако концовки сюжетных линий будут примерно те же. В августе того же года Джордж Р. Р. Мартин заявил, что, скорее всего, он больше не напишет ни одного сценария для «Игры престолов», так как ему нужно сосредоточиться на завершении цикла.
13 марта 2014 года появилась информация о том, что Бениофф и Уайсс знают судьбу почти всех персонажей и планируют завершить сериал седьмым сезоном, однако в июле 2015 года исполнительный продюсер Майкл Ломбардо заявил, что сериал завершится восьмым сезоном. В январе 2016 года в интервью Entertainment Weekly Ломбардо сообщил, что HBO продлит сериал на седьмой и восьмой сезоны, при этом последний сезон не будет расширен до 12 или 13 серий (как изначально полагал Джордж Мартин, поскольку третья, пятая, шестая и седьмая книги по объёму больше остальных) или разделён на две части, как «Клан Сопрано» или сериалы канала AMC «Во все тяжкие» и «Безумцы».

### График экранизации
Через два дня после премьеры первого сезона, 19 апреля 2011 года, было объявлено о продлении сериала на второй сезон. Кастинг начался в мае 2011 года. Трансляция сезона в США началась 1 апреля 2012 года.
11 апреля 2012 года из личного блога Джорджа Мартина стало известно о продлении сериала на третий сезон. Премьера была назначена на 31 марта 2013 года.
2 апреля 2013 года сериал был продлён на четвёртый сезон. Премьера состоялась 6 апреля 2014 года.
8 апреля 2014 года сериал был продлён на пятый и шестой сезоны. Премьера пятого сезона состоялась 12 апреля 2015 года, шестого — 24 апреля 2016 года.
21 апреля 2016 года сериал был продлён на седьмой сезон. 1 июня 2016 года Джек Бендер (режиссёр 5 и 6 эпизодов шестого сезона) сообщил, что седьмой сезон в отличие от предыдущих состоит из 7 эпизодов вместо 10. Премьера состоялась 16 июля 2017 года.
30 июля 2016 года было объявлено о продлении сериала на последний восьмой сезон. 14 апреля 2016 года Дэвид Бениофф и Дэн Уайсс заявили в интервью для Variety, что для последних двух сезонов запланировано всего 13 эпизодов. Поскольку в седьмом сезоне 7 эпизодов, восьмой будет состоять из 6 эпизодов, что Бениофф и Уайсс подтвердили в марте 2017 года. 25 июля 2018 года президент канала HBO Кейси Блойс сообщил о том, что премьера финального сезона состоится в первой половине 2019 года. 13 ноября 2018 года на официальной странице сериала в Twitter было объявлено, что премьера 8-го сезона состоится в апреле 2019 года.
| Сезон           | Количество эпизодов | Премьера            | Сезон заказан       | Период съёмок                          | Книги, по которым снят сезон |
| --------------- | ------------------- | ------------------- | ------------------- | -------------------------------------- | --- |
| Первый сезон    | 10                  | 17 апреля 2011 года | 2 марта 2010 года   | Июль — декабрь 2010 года               | «Игра престолов» (1996) |
| Второй сезон    | 10                  | 1 апреля 2012 года  | 9 апреля 2011 года  | Июль — декабрь 2011 года               | «Битва королей» (1998) |
| Третий сезон    | 10                  | 31 марта 2013 года  | 10 апреля 2012 года | Июль — ноябрь 2012 года                | Две трети книги «Буря мечей» (2000) |
| Четвёртый сезон | 10                  | 6 апреля 2014 года  | 2 апреля 2013 года  | Июль — ноябрь 2013 года                | Одна треть книги «Буря мечей» (2000), отчасти «Пир стервятников» (2005) и «Танец с драконами» (2011)                                                                                         |
| Пятый сезон     | 10                  | 12 апреля 2015 года | 8 апреля 2014 года  | Июль — декабрь 2014 года               | Основная часть книг «Пир стервятников» (2005) и «Танец с драконами» (2011) и оригинальное содержание, а также последние главы книги «Буря мечей» (2000) и начальные главы книги «Ветра зимы» |
| Шестой сезон    | 10                  | 24 апреля 2016 года | 8 апреля 2014 года  | Июль — декабрь 2015 года               | Оригинальное содержание и первая половина незавершённой книги «Ветра зимы», отчасти «Пир стервятников» (2005) и «Танец с драконами» (2011)                                                   |
| Седьмой сезон   | 7                   | 16 июля 2017 года   | 21 апреля 2016 года | Сентябрь 2016 года — февраль 2017 года | Оригинальное содержание, вторая половина незавершённой книги «Ветра зимы» и первая половина запланированной книги «Грёзы о весне»                                                            |
| Восьмой сезон   | 6                   | 14 апреля 2019 года | 30 июля 2016 года   | Октябрь 2017 года — июль 2018 года     | Оригинальное содержание и вторая половина запланированной книги «Грёзы о весне» |

Большинство серий первого и второго сезонов имели среднюю продолжительность 52 минуты, третьего — 56—57 минут. Первая серия первого сезона, последние серии остальных сезонов, а также третья, четвёртая и пятая серии финального сезона по продолжительности превышают час.

### Места съёмок

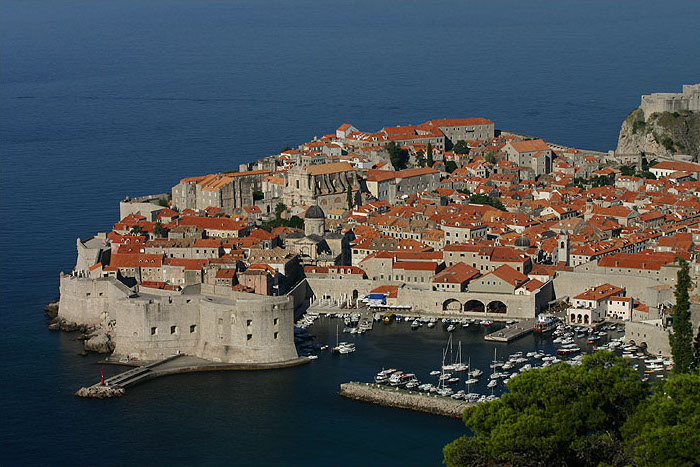
Город Дубровник сыграл роль Королевской Гавани во втором сезоне сериала

Основные съёмки первого сезона проходили в Северной Ирландии, включая студию Пейнт-Холл в Белфасте, а также на Мальте (вместо планировавшегося первоначально Марокко) в городах Мдина и Валлетта и на острове Гоцо. Дополнительные съёмки проходили в Carncastle, замке Шейна, замке Уард, Magheramorne, Tollymore Forest Park в Северной Ирландии и в замке Дун в Шотландии.
Съёмки южных сцен второго сезона вместо Мальты проходили в городе Дубровник и на соседнем острове Локрум. Среди мест съёмок в Дубровнике были Княжеский дворец, дворец Спонца и форт Ловриенац. Сцены на Кулаке Первых Людей и в Клыках Мороза снимались в ноябре 2011 года в Исландии, в том числе на ледниках Снайфедльсйёкюдль и Ватнайёкюдль, а также в холмах Хёфдабреккухейди близ Вика.
Съёмки третьего сезона проходили в тех же местах, что и во втором, с добавлением нескольких новых. Роль садов Королевской Гавани сыграл дендрарий Трстено в Хорватии, недалеко от Дубровника. Эпизоды в заливе Работорговцев снимались в Марокко, в частности в городе Эс-Сувейра и в декорациях Atlas Studios в Уарзазате. Съёмки сюжетной линии за Стеной проходили в Исландии, включая новые места — озеро Миватн и пещера Гроутагьяу рядом с ним. Производство трёх эпизодов («Дракон», «Волк» и «Ворон») велось параллельно шестью съёмочными командами из 257 участников и 703 членов съёмочных бригад. Одна сцена (с живым медведем по кличке Маленький Бар) была снята в Лос-Анджелесе.

### Бюджет сериала
До начала съёмок обозреватели сравнивали «Игру престолов» по величине бюджета с сериалом «Рим», другим сверхдорогим проектом HBO и BBC, имевшим бюджет порядка 60 миллионов фунтов стерлингов. Съёмки пилотного эпизода обошлись HBO в сумму от 5 до 10 миллионов долларов США, однако в дальнейшем он был переснят. Весь бюджет первого сезона оценивается в 50—60 миллионов долларов США.
Бюджет второго сезона, по словам продюсеров, был на 15 % больше. Производственный бюджет самой дорогостоящей серии — «Черноводная» — составил 8 миллионов долларов США.
Стоимость каждой серии в период с 2012 по 2015 год возрастала с 6 до 8 миллионов долларов США. В 2016 году стоимость каждой серии шестого сезона достигла 10 миллионов долларов. В 2017 году стоимость каждой серии восьмого сезона достигла 15 миллионов долларов.

### Языки
Хотя сериал американский, подавляющее большинство занятых в нём актёров — подданные Великобритании или Ирландии. Многие персонажи говорят с акцентами, характерными для различных областей Британских островов. Персонажи из Вестероса говорят на британском английском, и их выговор часто характерен для региона Англии, который географически соотносится с соответствующим регионом Вестероса. Так, Эддард Старк, выходец с Севера, говорит с акцентом, характерным для севера Англии, тогда как южанин Тайвин Ланнистер — с акцентом, свойственным жителям английского юга. Актёры, играющие иноземных персонажей, говорят с «иностранными» акцентами, реальными или наигранными. Непоследовательность этого подхода подвергалась критике со стороны британских зрителей, в том числе профессиональных лингвистов: в сериале даже члены одной и той же семьи могут говорить на разных вариантах английского. Энтони Грант, профессор исторической лингвистики из университета Эджхилл, назвал представленный в сериале набор акцентов мешаниной (англ. mish-mash) и возложил вину за это на американских продюсеров.
Сериал содержит диалоги на искусственных языках, иностранных для Вестероса — дотракийском и различных диалектах валирийского. Канал HBO нанял американского лингвиста Дэвида Питерсона, который разработал для каждого языка словарь, фонетическую и грамматическую структуру. По утверждению Питерсона, на сентябрь 2011 года в дотракийском языке насчитывалось свыше 3 тысяч слов. Диалоги на дотракийском и валирийском языках сопровождаются форсированными субтитрами. По утверждению канала BBC, число людей, слышавших эти языки при просмотре сериала, превышает число людей, слышавших валлийский, ирландский и шотландский гэльский языки вместе взятые.

### Костюмы
Мишель Клэптон была дизайнером костюмов для первых пяти сезонов, прежде чем была заменена на Эйприл Ферри. Клэптон вернулась в сериал в качестве костюмера седьмого сезона.
Костюмы, использованные в этом сериале, появились в результате вдохновения от ряда источников, таких как японские и персидские доспехи. Дотракийское платье похоже на бедуинское (оно было сделано из рыбьей шкуры, напоминающей чешую дракона), а дикари носят шкуры животных, как инуиты. Костяные доспехи одичалых сделаны из плесени, реальных костей, верёвок и латекса. Хотя массовка, которая играла одичалых и дозорных, обычно носила головные уборы (что нормально в холодном климате), главные герои — нет. Так зритель всегда мог различить их в толпе персонажей.
Вся используемая одежда выдержана в течение двух недель, поэтому она кажется реалистичной на телевизорах высокой чёткости.
Для актрис используют около двух дюжин париков. Изготовленные из человеческого волоса длиной до 61 см, они стоят до 7000 долларов каждый, стираются и укладываются как настоящие волосы. Наложение парика занимает много времени: Эмилии Кларк, например, требуется около двух часов, чтобы превратить её тёмные волосы в платиновый блонд с косами. Другие актёры, такие как Джек Глисон и Софи Тёрнер, часто подвергаются покраске волос. Для таких персонажей, как Дейенерис (Кларк) и её дотракийцы, их волосы, парики и костюмы обрабатываются так, как если бы они не мылись в течение нескольких недель.
В октябре 2024 года на аукционе был продан реквизит из сериала, в том числе костюм Ночного Дозора Джона Сноу за 337,5 тыс. долларов, доспехи Королевской гвардии Джейме Ланнистера и Грегора Клигана (Горы) по 212,5 тыс. долларов, серый замшевый костюм Дейенерис Таргариен за 112,5 тыс. долларов и красное бархатное платье Серсеи из последних эпизодов за 137,5 тыс. долларов.

## Отзывы и критика
«Игра престолов» стала объектом пристального внимания со стороны поклонников саги ещё на стадии производства. Она упоминалась в списках наиболее ожидаемых телесериалов 2011 года, опубликованных в конце 2010 — начале 2011 рядом авторитетных СМИ, специализирующихся на освещении индустрии развлечений.
Обозреватель Тим Гудман из журнала Hollywood Reporter весьма высоко оценил первый эпизод сериала, отметив увлекательность сюжета, высокое качество сценария, актёрской игры и визуальных эффектов. Журналист британской газеты Guardian Фелим О’Нил отметил, что сериал «смотрится почти как [кино]фильм» и «становится лучше и лучше с каждым эпизодом». Обозреватель Time Джеймс Понивозик назвал экранизацию «эпической победой» и удовлетворённо отметил её «взрослость». Положительным был отзыв журнала «Мир фантастики»: по мнению обозревателя Сергея Ковалёва, сериал — «достойное воплощение одного из лучших образцов эпического фэнтези»; журнал особенно похвалил удачный подбор актёров, но отметил, что рамки бюджета не позволили в полной мере передать сцены битв. В 2020 году «Мир фантастики» назвал «Игру престолов» главным телесериалом десятилетия 2010-х.
На сайте Metacritic положительные отзывы составили: первый сезон — 80 %, второй сезон — 90 %, третий сезон — 91 %, четвёртый сезон — 94 %, пятый сезон — 91 %, шестой сезон — 73 %, седьмой сезон — 77 %, восьмой сезон — 74 %.
На сайте Rotten Tomatoes положительные отзывы составили: первый сезон — 90 %, второй сезон — 96 %, третий сезон — 96 %, четвёртый сезон — 97 %, пятый сезон — 93 %, шестой сезон — 94 %, седьмой сезон — 93 %, восьмой сезон — 55 %.
Курсантам военных школ в Турции осенью 2014 года запретили смотреть этот сериал с целью оградить их «от сексуальной эксплуатации, порнографии, эксгибиционизма, насилия, домогательств и другого негативного поведения».

### Рейтинги
В июне 2014 года канал HBO объявил «Игру престолов» самым успешным сериалом в своей истории: каждый эпизод четвёртого сезона посмотрели в среднем 18,4 млн зрителей, что побило рекорд 2002 года, установленный «Кланом Сопрано» (18,2 млн зрителей).
|           | Эп. 1 | Эп. 2 | Эп. 3 | Эп. 4 | Эп. 5 | Эп. 6 | Эп. 7 | Эп. 8 | Эп. 9 | Эп. 10 | Среднее значение |
| 1-й сезон | 2,22  | 2,20  | 2,44  | 2,45  | 2,58  | 2,44  | 2,40  | 2,72  | 2,66  | 3,04   | 2,52             |
| 2-й сезон | 3,86  | 3,76  | 3,77  | 3,65  | 3,90  | 3,88  | 3,69  | 3,86  | 3,38  | 4,20   | 3,80             |
| 3-й сезон | 4,37  | 4,27  | 4,72  | 4,87  | 5,35  | 5,50  | 4,84  | 5,13  | 5,22  | 5,39   | 4,97             |
| 4-й сезон | 6,64  | 6,31  | 6,59  | 6,95  | 7,16  | 6,40  | 7,20  | 7,17  | 6,95  | 7,09   | 6,84             |
| 5-й сезон | 8,00  | 6,81  | 6,71  | 6,82  | 6,56  | 6,24  | 5,40  | 7,01  | 7,14  | 8,11   | 6,88             |
| 6-й сезон | 7,94  | 7,29  | 7,28  | 7,82  | 7,89  | 6,71  | 7,80  | 7,60  | 7,66  | 8,89   | 7,69             |
| 7-й сезон | 10,11 | 9,27  | 9,25  | 10,17 | 10,72 | 10,24 | 12,07 |       |       |        | 10,26            |
| 8-й сезон | 11,76 | 10,29 | 12,02 | 11,80 | 12,48 | 13,60 |       |       |       |        | 11,99            |

Газета The Independent составила рейтинг персонажей, в который попали семьдесят персонажей серии, сорок основных и тридцать — второго и третьего планов. Лучшим персонажем фэнтезийного эпика «Игра престолов» признана королева Серсея Ланнистер. Вторая позиция «чарта» — Тирион Ланнистер, брат Серсеи. Третья строчка — Джейме Ланнистер. На четвёртом месте — Кейтлин Старк. Замыкает пятёрку лидеров Джоффри Баратеон, считающийся самым ненавистным героем телесериала. На последнем месте рейтинга младший сын Неда и Кейтлин Старков — Рикон.
Агентство Bloomberg составило рейтинг самых богатых семей в «Игре престолов». Дом Таргариенов, благодаря наличию драконов, поставлен в рейтинге на первое место. Семья Ланнистеров, которая контролирует торговые пути, заняла второе место рейтинга. Тройку замыкает дом Арренов, которым принадлежит неприступный замок Орлиное Гнездо и контроль над долиной Аррен. Четвёртое место с богатыми северными землями занимает дом Старков. Дом Грейджоев — на пятом месте.

## Награды и номинации
Сериал неоднократно номинировался на различные премии. На 2013 год три показанных сезона собрали в общей сложности 34 награды, включая 8 премий «Эмми» и 1 «Золотой глобус». Из актёров больше всего наград собрал Питер Динклидж за роль Тириона Ланнистера, в частности премии «Эмми» и «Золотой глобус», оба раза в номинации «Лучшая мужская роль второго плана». В 2015 году сериал стал триумфатором Эмми, поставив рекорд по числу наград за сезон (12 статуэток, включая 4 главные). В 2016 году «Игра престолов» снова стала самым награждённым сериалом, хотя собственный прошлогодний рекорд побить не смогла, забрав 12 наград в 3 главных и 9 «технических» номинациях.
| Год  | Награда                                  | Категория                                                                                 | Номинант(ы) | Источник |
| ---- | ---------------------------------------- | ----------------------------------------------------------------------------------------- | --- | -------- |
| 2011 | «Эмми»                                   | «Выдающийся актёр второго плана в драматическом телесериале»                              | Питер Динклидж за роль Тириона Ланнистера в серии «Baelor» | [ 193 ]  |
| 2011 | «Эмми»                                   | «Лучший дизайн титров»                                                                    | Ангус Валл, Роберт Фэн, Кирк Х. Шинтани, Хамид Шаукат | [ 193 ]  |
| 2011 | Scream                                   | Лучший телесериал                                                                         | «Игра престолов» | [ 194 ]  |
| 2011 | Scream                                   | Лучший актёр второго плана                                                                | Питер Динклидж | [ 194 ]  |
| 2011 | Scream                                   | Прорыв года — женская роль                                                                | Эмилия Кларк | [ 194 ]  |
| 2011 | Премия Ассоциации телевизионных критиков | Выдающаяся новая программа                                                                | «Игра престолов» | [ 195 ]  |
| 2011 | Спутник                                  | Лучший актёр второго плана — телесериал, минителесериал или телевизионный фильм           | Питер Динклидж |          |
| 2011 | Премия Гильдии киноактёров США           | Выдающееся выступление ансамбля каскадёров в телесериале                                  | «Игра престолов» |          |
| 2011 | «Золотой глобус»                         | Лучший актёр второго плана — телесериал, минителесериал или телевизионный фильм           | Питер Динклидж |          |
| 2011 | Премия Джорджа Фостера Пибоди            |                                                                                           | «Игра престолов» | [ 196 ]  |
| 2012 | Премия Ассоциации телевизионных критиков | Программа года                                                                            | «Игра престолов» |          |
| 2012 | Премия Гильдии киноактёров США           | Выдающееся выступление ансамбля каскадёров в телесериале                                  | «Игра престолов» |          |
| 2012 | «Эмми»                                   | Выдающийся звуковой монтаж в комедийном или драматическом телесериале (в категории 1 час) | Мэтью Уотерс, Оннали Бланк, Ронан Хилл и Мервин Мур за серию «Blackwater»                                                                                        | [ 193 ]  |
| 2012 | «Эмми»                                   | Выдающийся звуковой монтаж в телесериале                                                  | Питер Браун, Кира Ройсслер, Тим Хэндс, Пол Ауличино, Стивен П. Робинсон, Ванесса Лапато, Бретт Восс, Джеймс Мориано, Джеффри Вилхойт, Дэвид Клотц                | [ 193 ]  |
| 2012 | «Эмми»                                   | Выдающиеся визуальные эффекты                                                             | Рейнер Гомбос, Юрий Станоссек, Свен Мартин, Стив Каллбак, Ян Фидлер, Крис Стэннер, Тобиас Маневитц, Тило Эверс, Адам Чейзен за серию «Valar Morghulis»           | [ 193 ]  |
| 2012 | «Эмми»                                   | Выдающиеся костюмы в телесериале                                                          | Мишель Клэптон, Александер Фордэм и Хлоя Обри за серию «The Prince of Winterfell»                                                                                | [ 193 ]  |
| 2012 | «Эмми»                                   | Выдающийся грим в телесериале, снимаемом одной камерой (кроме скульптурного грима)        | Пол Энгеле и Мелисса Лэкерстин за серию «The Old Gods and the New»                                                                                               | [ 193 ]  |
| 2012 | «Эмми»                                   | Выдающееся художественное руководство в телесериале, снимаемом одной камерой              | Джема Джексон, Фрэнк Уолш и Тина Джонс за серии «Garden of Bones», «The Ghost of Harrenhal» и «A Man Without Honor» (вместе с телесериалом «Подпольная империя») | [ 193 ]  |
| 2013 | British Academy Television Awards        | Radio Times Audience Award                                                                | «Игра престолов» | [ 197 ]  |
| 2013 | Выбор телевизионных критиков             | Лучший драматический телесериал                                                           | «Игра престолов» (вместе с телесериалом «Во все тяжкие») |          |
| 2013 | Премия Ассоциации телевизионных критиков | Выдающиеся достижения в драматическом телесериале                                         | «Игра престолов» | [ 198 ]  |
| 2013 | «Эмми»                                   | Выдающиеся визуальные эффекты                                                             | Рейнер Гомбос, Юрий Станоссек, Свен Мартин, Стив Каллбак, Ян Фидлер, Крис Стэннер, Тобиас Маневитц, Тило Эверс, Адам Чейзен за серию «Valar Dohaeris»            | [ 193 ]  |
| 2013 | «Эмми»                                   | Выдающийся грим в телесериале, снимаемом одной камерой (кроме скульптурного грима)        | Пол Энгеле и Мелисса Лэкерстин за серию «Kissed by Fire» | [ 193 ]  |

## Спин-оффы
5 мая 2017 года представители канала HBO заявили о создании 4 спин-оффов сериала «Игра престолов», сценаристами которых являются Макс Боренштейн, Джейн Голдман, Брайан Хелгеленд и Карли Рей. Джордж Р. Р. Мартин, Дэвид Бениофф и Д. Б. Уайсс также примут участие в создании продолжений в качестве продюсеров. Брайан Когман является сценаристом пятого спин-оффа сериала «Игра престолов».
8 июня 2018 года представителями канала HBO был одобрен пилот приквела «Игры престолов» под неофициальным названием «Долгая ночь», сценаристами которого являются Джейн Голдман и Джордж Мартин. События приквела разворачиваются за тысячи лет до «Игры престолов». В октябре 2019 года дирекция HBO объявила, что этот проект закрыт, и официально анонсировала сериал «Дом Дракона», литературной основой которого станет книга «Пламя и кровь».
В июне 2022 года стало известно, что на канале HBO на ранней стадии разработки находится спин-офф сериала «Игра престолов» под рабочим названием «Сноу» с Китом Харингтоном в главной роли. Джордж Р. Р. Мартин подтвердил свое участие в проекте и то, что Харингтон был инициатором идеи сериала. Также в июне Мартин сообщил, что в разработке находятся ещё три сериала спин-оффа: «10 тысяч кораблей», «Морской змей», и «Повести о Дунке и Эгге».

## Комментарии
1. 1 2 3  Доступно только на 4K UHD Disc и HBO Max.